# Ботлих
Бо́тлих (ботл. Буйхе) — село на юго-западе Республики Дагестан Российской Федерации. Административный центр и крупнейший населённый пункт Ботлихского района.
Административный центр сельского поселения Ботлихский сельсовет.

## Географическое положение
Село расположено в южной части Ботлихского района, между реками Ансалта и Гадаро в ущелье Андийского Койсу, в 160 км к юго-западу от Махачкалы. Дорога, проходящая через перевал Харами (2177 м), ведёт в Чечню (Ведено).
Ближайшие населённые пункты: Ашино, Рахата и Тандо на северо-западе, Тасута на северо-востоке, Муни на востоке, Кванхидатли и Нижнее Инхело на юго-востоке, Алак на юге и Миарсо на юго-западе.

## Этимология
Существует несколько версий относительно происхождения названия села.
Согласно наиболее распространённой из них, топоним Ботлих восходит к аварскому (авар. Бо Лъалхъ), где бо — «войско» и лъалхъ — «привал», и в переводе означает «место привала войск». Это название объясняется тем, что раньше на территории современного Ботлиха собирались отряды из Горного Дагестана, чтобы совершать набеги на Восточную Грузию.
По другой версии, название села, возможно, восходит к слову байлъи, что в переводе означает «на краю» или «на гребне». Возможно, это название восходит к тому, что первоначально аул был основан именно на краю оврага, наиболее выгодном для фортификаций месте. До сих пор сохранились оборонительные стены, которые также служили и стенами для жилищ, на берегу речки Гадаро, напротив горы Цагуна. Для тех, кто угрожал безопасности селения с юга и востока, эти фортификации являлись сложным препятствием.

## История

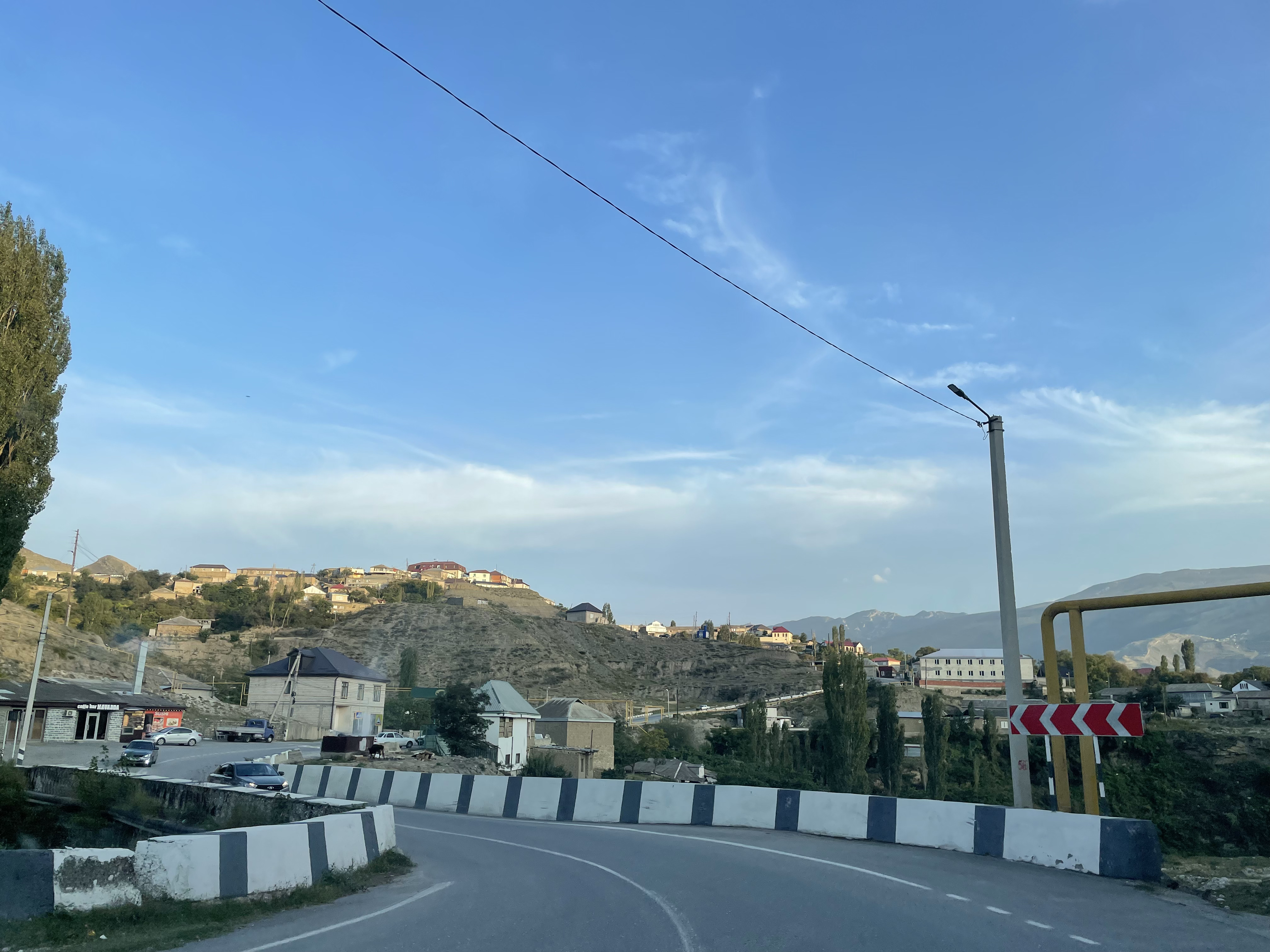
Ботлих. Южная часть.

В 1859 году генерал-фельдмаршал Александр Иванович Барятинский заложил Преображенскую крепость. Крепость перекрывала единственную дорогу, проходившую по долине реки Андийское Койсу. Позже[когда?]

 из-за тяжёлых климатических условий и разразившейся эпидемии малярии крепость была перенесёна ниже по долине к вновь построенному железному мосту. В настоящее время более-менее сохранились две башни из трёх и крепостная стена, перекрывавшая ущелье.
В 1999 году в Ботлихский район произошло вторжение боевиков, что послужило началом Второй чеченской войны.
В 2019 году, 12 сентября президент России Владимир Путин прибыл в Ботлих, где также был открыт мемориал погибшим уроженцам села во время Великой Отечественной войны, воевавшим в Афганистане и воевавшим совместно с российскими военными в 1999 году, в Дагестанской войне.

## Население
| 1869  | 1888  | 1895    | 1926    | 1939    | 1959  | 1970  |
| ----- | ----- | ------- | ------- | ------- | ----- | ----- |
| 900   | ↗1119 | ↘1041   | ↗1253   | ↗1943   | ↗2842 | ↗3421 |
| 1979  | 1989  | 2002    | 2010    | 2021    |       |       |
| ↗3984 | ↗5739 | ↗10 397 | ↗12 159 | ↘11 944 |       |       |

Национальный состав
Ботлих - одно из ботлихских сел в Ботлихском районе. 
По результатам Всероссийской переписи населения 2010 года:
| № | Национальность | Численность, чел. | Доля   |
| - | -------------- | ----------------- | ------ |
| 1 | аварцы         | 10 904            | 89,7 % |
| 2 | русские        | 570               | 4,7 %  |
| 3 | другие         | 685               | 5,6 %  |

## Хозяйство
Основным занятием жителей Ботлиха исторически было садоводство с искусственным орошением: выращиваются абрикосы, персики, сливы, груши, яблоки, грецкий орех.
Скотоводство, в отличие от других сёл региона, играло для ботлихцев вспомогательную роль.
В Ботлихе размещался гарнизон 33-й горнострелковой бригады, военный городок которого был построен в 2007 году по личному указу В. В. Путина за 14 млрд руб. В 2011 году гарнизон по приказу Генштаба переехал в Майкоп. В опустевшем военном городке этим же летом размещён 1327-й центр применения разведывательных подразделений и подразделений специального назначения Министерства обороны РФ, в/ч 25908.